# 坂井仁香
坂井 仁香（さかい ひとか、2001年7月25日 - ）は、日本のアイドル、女優、モデルであり、女性アイドルグループ超ときめき♡宣伝部のメンバーである。
「ミスセブンティーン2015」グランプリ、『Seventeen』元専属モデル。
神奈川県出身。スターダストプロモーション第三事業部所属。

## 略歴
小学5年生のとき、誕生日プレゼントを買ってもらうため母と初めて原宿竹下通りに行った際に約10社からスカウトされた。スカウトされた芸能事務所の中からスターダストプロモーションに入所した。
2014年4月、私立輝女学園に加入した。
2014年9月6日・7日、少女劇団いとをかし第1回公演『その日の教室では』に出演した。
2015年4月11日、私立輝女学園として出演していた『生放送!!私立輝女学園SEASON2』（J:COM）初回放送にてアイドルグループ「ときめき♡宣伝部」（現 超ときめき♡宣伝部）が結成され、ときめき♡レッド担当となった。
2015年8月、雑誌『Seventeen』のオーディション「ミスセブンティーン2015」のグランプリに選ばれ、同誌の専属モデルとして2015年10月号よりデビューした。同グランプリ受賞者として、坂井のほかマーシュ彩と松岡花佳の2人も選出された
2019年4月1日、フジテレビ系の情報番組『めざましテレビ』のコーナー「イマドキ」のイマドキガールとなることが発表され、翌日4月2日に初出演した。
2021年2月28日、自身初の写真集『First Love』が発売された。
2021年3月1日発売の『Seventeen』2021年4月号をもってSeventeen専属モデルを卒業した。
2022年、坂井仁香プロデュースのアクセサリーブランド「Leoh」を立ち上げた。
2023年3月、2019年4月から務めていた『めざましテレビ』イマドキガールを卒業した。イマドキガールとしての『めざましテレビ』最終出演日は2023年3月27日放送回となった。
2023年4月、個人YouTubeチャンネル「ひとちゃんねる」を開設した。
2025年2月28日放送開始の連続ドラマ『復讐カレシ〜溺愛社長の顔にはウラがある〜』（毎日放送ほか）に倉持琴音 役で出演した。
2025年、超ときめき♡宣伝部の楽曲「超最強」が、坂井の”ひらめき”をきっかけにバズり始め、TikTokでチャート連続1位、再生回数15億回以上を突破した。
2025年7月26日、ソロシングル『ハニートリガー』が配信リリースされた。
2025年8月1日、「超ときめき♡ツイン部」として菅田愛貴と出演するココネ「ポケコロツイン」テレビCMが放送開始された。

## 人物
- 趣味は映画鑑賞、テレビ鑑賞。特技は柔軟、どこでも寝られる事[1]。
- 得意料理はオムライス[2]
- 好きな食べ物はトマト、梅干し。
- 好きな言葉は「夢があるから人生は輝く」[23]。
- 3学年違いの妹がいる。
- 先輩グループではももいろクローバーZの百田夏菜子に憧れていて「かなこちゃんは太陽みたいにキラキラしてるんですよ。小学生の頃から私は「みんなのことを笑顔にする」という夢があって。それを叶えるためには、かなこちゃんみたいに自分が輝いて、みんなを笑顔で照らしていきたいなって思うんです」とコメントしている[24]。
- 中学1年生のとき『Seventeen』のモデルオーディションに受からず、マネージャーから「身長があと3cmあったらいいね」と言われた。そこで牛乳やカルシウムをひたすら摂ったところ、次の年のオーディションまでに身長が3cm伸び、「ミスセブンティーン」に選出された[4]。
- 憧れは『Seventeen』の先輩である桐谷美玲。「かわいらしい守りたくなるような笑顔が大好き。桐谷美玲さんみたいに、愛される女優になりたい」[25]。
- ジェットコースターは苦手だったが、としまえんのおかげで乗れるようになったという[26]。
- 研究熱心な性格。めざましテレビでの食リポについて初めは悪戦苦闘したが、研究熱心な性格を活かし、食リポ番組で勉強したり出演シーンを見返すなどして鍛錬を重ねた。「気に入ったフレーズや表現があれば、積極的に取り入れるようにした。」「どういう言葉を付け加えると、より分かりやすく視聴者に伝わるのかが理解できるようになってきました。」という[27]。
- 芸能活動と学業を両立させ、2024年3月に大学を卒業した。レコーディングの時期にはグループの歌を覚えることも学校で覚えることもありアイドルと大学の両立は大変だったという[28]。たくさん本を読み、マーケティングについても学んだ。超ときめき♡宣伝部の「超最強」は、坂井の”ひらめき”と試行錯誤からバズが始まった[17]。
- 写真集「First Love」について「マネージャーさんに「出してみる？」と言っていただいたのがきっかけで。10代最後の私を1冊の本に収めてみんなに見ていただきたいなと思いました」「10代最後だから元気でフレッシュな写真集を作りたかったので、笑顔を多めにしました。ありのままの仁香が収められています」と説明した[29]。
- 学校でもとき宣でも『Seventeen』の現場でも 普通にしているだけなのに「あざとい」と言われることが多く、最初はいい気持ちがしなかったが、『Seventeen』の撮影で「その あざとさ がいいね」と褒められたことで、これは自分の武器だと思えるようになったという[4]。
- 2024年9月29日放送のドラマ『リベジョ 〜憎きヤバ男にテンチューくだす！〜』（日本テレビ系列）で入社3年目の女性社員（リベジョ）役を演じた。2025年2月28日放送開始の連続ドラマ『復讐カレシ〜溺愛社長の顔にはウラがある〜』（毎日放送ほか）では倉持琴音 役を演じている。
- 2021年12月3日にAdo「阿修羅ちゃん」の歌ってみた動画[30]、2022年3月12日にVaundy「踊り子」の歌ってみた動画[31]、2022年7月25日にHoneyWorks「誇り高きアイドル」の歌ってみた動画[32]、2023年7月25日にYOASOBI「アイドル」の歌ってみた動画[33]2024年7月25日に乃紫の「全方向美少女」の歌ってみた動画をYouTubeに投稿した。

## 出演
※ 超ときめき♡宣伝部（旧 ときめき♡宣伝部）、私立輝女学園、STAR PLANET（旧 STARDUST PLANET）としての出演はそれぞれのページを参照。

### モデル
- 雑誌『Seventeen』（集英社）専属モデル（STモ）（2015年10月号 - 2021年4月号）[34]
  - ミスセブンティーン2015（2015年8月25日、パシフィコ横浜）
  - Seventeen 夏の学園祭2016（2016年8月23日、パシフィコ横浜）
  - Seventeen 夏の学園祭2017（2017年8月24日、パシフィコ横浜）
  - 第25回東京ガールズコレクション 2017 AUTUMN/WINTER（2017年9月2日、さいたまスーパーアリーナ）
  - Rakuten GirlsAward 2017 AUTUMN/WINTER（2017年9月16日、幕張メッセ9-11ホール）
  - 超十代-ULTRA TEENS FES-2018＠TOKYO（2018年3月27日、幕張メッセ 国際展示場）
  - CINDERELLA FES VOL.5（2018年4月4日、さいたまスーパーアリーナ）
  - Rakuten GirlsAward 2018 SPRING/SUMMER（2018年5月19日、幕張メッセ）
  - 超十代-ULTRA TEENS FES-2019@TOKYO（2019年3月26日、幕張メッセ国際展示場）
  - 第28回東京ガールズコレクション2019 SPRING/SUMMER（2019年3月30日、横浜アリーナ）
  - Seventeen 夏の学園祭2019（2019年8月22日、パシフィコ横浜）
- イーストボーイ イメージモデル（2017年1月 - 2018年12月）
- Istyle presents TGC HIROSHIMA 2017 by TOKYO GIRLS COLLECTION（2017年12月9日、広島グリーンアリーナ）
- takagi presents TGC KITAKYUSHU 2018 by TOKYO GIRLS COLLECTION（2018年10月6日、福岡・西日本総合展示場 新館）
- Shefar 期間限定ブランドモデル（2024年5月15日[35] - 6月10日[36]）
- 三松 2025年浴衣コレクション イメージモデル（2025年4月1日 - ）[37][38][39]
- KANSAI COLLECTION 2025 SPRING ＆ SUMMER（2025年3月2日、京セラドーム大阪）[40]
- Rakuten GirlsAward 2025 SPRING/SUMMER（2025年5月3日、国立代々木競技場第一体育館）[41]
- MAJESTIC LEGON サマールック モデル（2025年夏）[42]
- KANSAI COLLECTION 2025 AUTUMN ＆ WINTER（2025年8月6日、京セラドーム大阪）[43]

### テレビ
- 赤鬼・青鬼（2016年11月28日 - 12月2日、MBS）
- めざましテレビ 内「イマドキ」（2019年4月2日 ‐ 2023年3月31日、フジテレビ系列） - イマドキガール[44]
- あざとくて何が悪いの?（2021年6月12日、テレビ朝日系列）[45][46]
- 趣味どきっ!「今たのしむ!昭和レトロポップス」（2023年2月、NHK Eテレ）
  - 「UFO」（ピンクレディー、2月1日放送）[47]、「赤いスイートピー」（松田聖子、2月8日）、「守ってあげたい」（松任谷由実、2月15日）[48]、「CAT'S EYE」（杏里、2月22日）を歌唱
- 沼にハマってきいてみた（2023年5月13日、NHK Eテレ）[49]
- キセキの動画大集合！“神”映像グランプリ（2024年10月1日、TBS系列）[50]
- ゼッケン!（「日産自動車」2024年8月24日[51][52]、「キリンビバレッジ」2025年2月1日[53][54]、「ロート製薬」2025年3月8日[55][56]、日本テレビ）
- ガウディがやってきた「キリトリ✂︎ストーリー」（2025年1月1日深夜、読売テレビ）[57][58]
- ハチミツ!!（2025年2月16日深夜[59]、3月23日深夜[60]、3月30日深夜[61]、フジテレビ系列） - 菅田愛貴と共に出演
- 御社でインターンよろしいでしょうか? （2025年2月22日、BS-TBS） - 菅田愛貴と共に出演[62]
- ミュージックジェネレーション（2025年3月13日、フジテレビ系列）
- ダウンタウンDX（2025年5月8日、日本テレビ系列）[63]
- ラヴィット!（2025年7月23日、TBS系列）

### テレビドラマ
- リベジョ 〜憎きヤバ男にテンチューくだす！〜（2024年9月29日、日本テレビ系列）[64]
- 復讐カレシ〜溺愛社長の顔にはウラがある〜（2025年2月28日 - 4月18日、毎日放送） - 倉持琴音 役[65]

### テレビCM
- ココネ「ポケコロツイン」（2025年8月1日 - ） - 「超ときめき♡ツイン部（坂井仁香・菅田愛貴）」として出演[66]

### 映画
- ショートフィルム『また会う日まで』（2015年 岡部哲也監督） - 主演
  - カンヌ国際映画祭のショートフィルムコーナー（マーケット部門）に登録
- たまこちゃんとコックボー（2015年3月28日公開） - アンナ 役

### WEB
- ネスレ日本 ネスレシアター「そちらの空は、どんな空ですか？」（2015年10月28日）
- Youtube「SSS〜Special Short Story〜 第四弾「＃イツモノコト」」（2020年8月1日）[67]
- au×ザテレビジョン ショートドラマ『YeLLs』第4弾（2024年6月）[68]

### 舞台
- 少女劇団いとをかし第1回公演『その日の教室では』（2014年9月6日・7日公演）[69]
- 少女劇団いとをかし第2回公演『ともだちの数え方』（2015年1月31日・2月1日公演）[70]
- 少女劇団いとをかし第3回公演『シーパー』（2015年9月5日・6日公演）[71]
- 少女劇団いとをかし第4回公演『シーパーREMAKE』（2016年2月13日・14日公演）[72]

### 生誕祭
1. 2016年7月24日 - 〜びっちょり祭り びっちょり1〜ひとちゃん生誕祭（東京・ららぽーと豊洲）
2. 2017年8月11日 - ときめき♡レッドひとちゃん生誕祭（埼玉・響の森桶川市民ホール）
3. 2018年8月11日 - ときめき♡レッドひとちゃん生誕祭（東京・八王子市南大沢文化会館）
4. 2019年7月15日 - ときめき♡レッドひとちゃん生誕祭（東京・Mt.RAINIER HALL SHIBUYA）
5. 2020年7月25日 - 超ときめき♡レッドひとちゃん生誕祭「ひとカラー2020」※無観客生配信ライブ
6. 2021年7月17日 - 超ときめき♡レッド 坂井仁香生誕祭「ひとカラー2021」※無観客生配信ライブ
7. 2022年7月25日 - 坂井仁香生誕Youtubeトーク生配信 ※YouTube生配信[73]
8. 2023年7月25日 - 坂井仁香バースデイパーティー生配信♡[74]
9. 2024年7月25日 - 坂井仁香誕生日生配信♡ #とき宣ひとちゃん誕生日[75]
10. 2025年7月24日 - 坂井仁香誕生日生配信♡ #とき宣ひとちゃん生誕祭[76]

### その他
- 玉川警察署 1日警察署長（2024年4月6日）[77]

## 書籍

### 写真集
- 坂井仁香 1st写真集『First Love』（2021年2月28日、SDP、ISBN 978-4-9069-5391-2、撮影：熊木優）[78][79][80] - キャッチコピーは「みんなが仁香に恋をする」
- 坂井仁香 2nd写真集『ひとかけら』（2025年9月12日、撮影：中村和孝）[81]

### 雑誌
- My Girl vol.15（2016年10月31日、KADOKAWA）
- IDOL AND READ 011（2017年6月21日、シンコーミュージック）
- Top Yell NEO 2020〜2021（2020年12月28日、Top Yell NEO編集部）
- anan 2431号（2025年1月22日、マガジンハウス）[82]
- anan 2435号（2025年2月26日、マガジンハウス）
- 週刊アスキー 1537号（電子版）（2025年4月1日、KADOKAWA） - 表紙[83]
- 週刊アスキー 1538号（電子版）（2025年4月8日、KADOKAWA） - 表紙[84]
- VoCE 2025年6月号（2025年4月22日、講談社） - 超ときめき♡リップ宣伝部[85]
- Tarzan 902号（2025年5月8日、マガジンハウス）[86]

### 新聞
- スポーツ報知「発見‼︎芸能界のHo〜プ!」（2021年1月8日付）

## 作品
※ 超ときめき♡宣伝部（ときめき♡宣伝部）を除く

### プロデュース
- 坂井仁香プロデュース アクセサリーブランド「Leoh」（レオ）（2022年 - ）

### ソロ楽曲
- Shine - 2017年「ときめき♡宣伝部のわくわくどきどき 第2回ソロ曲争奪GP」優勝賞品[87][88]
- 誰よりいちばん - 2018年「ときめき♡宣伝部のわくわくどきどき 第3回ソロ曲争奪GP」優勝賞品[89][90]
- ハニートリガー（2025年7月25日配信リリース、作詞・作曲・編曲：tepe）[91]

### 参加作品
待つことが苦手組。
- 待つことが苦手になりました（2024年11月24日、スターダストプロモーション）[92][93]

## 受賞歴
- ミスセブンティーン2015 グランプリ（2015年）

## 超ときめき宣伝部としての活動
担当カラーは、超ときめき♡レッド。
公式ファンクラブ「超ときめき♡宣伝本部」でメンバーコンテンツ「ひとかのオシャレテキスト」を毎週木曜日に更新している。
辻野かなみとは2014年の「少女劇団いとをかし」第1回公演のころに最初に出会い、2014年度の「私立輝女学園〜KAGAJO.COM〜」1期で一緒になり仲良くなった。2015年4月に2人とも結成メンバーとなる。
2015年、「土っキュン♡!!少女」のレコーディングの時に「たくさんの人が笑顔でライブを観ている画を想像しながら歌って」とアドバイスをもらい、そこからライブで歌っているような気持ちでレコーディングするようにしたという。ライブは感情を込めて歌うことを優先し、レコーディングでもその曲の主人公になったかのような気持ちで歌うようにしている。
2017年6月7日のシングル『どどどどどりーまー』のリリース記念イベントで「そろそろ本気出せよ～！夢発表会」と題して現在の夢を半紙に筆で書いて発表することになり「白米」と書いた。「みんなにとって欠かせない、白米のような存在になりたい」とのこと。
自身のキャラクターについて、2017年にメジャー2ndシングル『どどどどどりーまー』で4人になった時に、自身のメンバーカラーである赤としての役割についてすごく考えたという。「同じメンバーカラーが赤の、ももクロの（百田）夏菜子ちゃんは、熱くて情熱的なライブをされていて、すごく格好良くて。私には、そういう格好良さや強さが足りないなって、その時に気づけました。それ以前はみんなと楽しくやれていれば良いという感じだったけど、その時に自分がこのグループの中でどうあるべきか、どうやってグループを支えるのかを考えて。「とき宣の赤としてメンバーを引っ張るんだ！」という、強い気持ちが芽生えたんです」と振り返った。
2017年に開催された「ときめき♡宣伝部のわくわくどきどき 第2回ソロ曲争奪戦GP」で優勝し、2017年12月24日のクリスマスライブでソロ曲「Shine」を披露した。続く2018年の「ときめき♡宣伝部のわくわくどきどき 第3回ソロ曲争奪GP」でも優勝し、2018年12月24日のクリスマスライブでソロ曲「誰よりいちばん」を披露した。
結成から約4年のインタビューでは「最初はもともとの自分のテンションも相まってキャピキャピしていたんだと思うし、アイドルはかわいいものというイメージが強かったんですけど、活動していくうちに熱い気持ちの大切さに気付かされて。それは宣伝部員さん（とき宣ファンの呼称）から教えてもらったというか、みんなと一緒にライブをやっていくうちに気持ちを伝えることの大切さを学んでいきました。」と語った。
グループ初期の取材では、一人がしゃべっているときに他のメンバーがすぐ被せてしまい何を言っているか分からなくなることが多かったり、必死なあまり誰かがしゃべらないと話が終わっちゃうかもという焦りもあって話に困ると「イエーイ！」と言っていて、あまりに言いすぎてスタッフから「イエーイ！」禁止令が出るほどであった。しかし今では、坂井がセンターとして他のメンバーに話を振るなどして盛り上げている。